# André Gratien West
Pour les articles homonymes, voir West.
André-Gratien West, né le 16 janvier 1806 à Paris et mort le 12 février 1885 dans le 6e arrondissement de Paris, était un administrateur et historien militaire français.

## Biographie
Élève du Collège Louis-le-Grand et de l'École polytechnique, il remporta au Concours général de 1823 le premier prix de Physique (le second prix fut décerné à Ernest Feray).
Devenu officier du Génie et attaché à la direction de Perpignan en 1831, il est nommé chef du Génie à Villefranche-de-Conflent en 1832. Saint-simonien en 1830, il est l’un des inspirateurs de l’église de Perpignan en 1831. Auteur d’articles et de correspondances, Gratien West est l’un des référents du courant saint-simonien local.
Adjoint au sous-intendant militaire de la place de Bône, il fait partie de l’état-major lors de l'expédition de Constantine en 1836, puis à celle de 1841. 
À son retour d’Algérie, il est sous-intendant militaire, chargé du service des bâtiments de l’administration. Au nom de l'État, il acquiert l'hôpital thermal militaire de Vichy pour le service du ministère de la guerre.
West est nommé intendant militaire et fait commandeur de l'ordre de la Légion d'honneur sous le Second Empire.
Inquiet de la montée en puissance de la Prusse et de l'état d'infériorité dans lequel se trouve l'armée française, il en dresse, en 1868, dans "L'armée d'après les lois militaires de 1818 à 1868", un bilan pessimiste :
"C'est au milieu de ces embarras et de ceux d'une garde nationale à mobiliser, avec une préparation insuffisante, avec un matériel incomplet, avec des éléments inconnus les uns des autres, avec une armée bien inférieure en nombre à celle des Prussiens, qu'un commandant d'armée étranger à tout son personnel, étranger même à la pratique des armes autres que les siennes, étranger aussi aux services administratifs, marche à l'ennemi.
"Voilà l'inquiétant chaos d'imprévoyance auquel aboutit la France, pour laquelle elle épuise depuis cinquante ans sa population et ses richesses, et en faveur duquel se dépensent tant de dévouements individuels."
Censuré dès sa sortie, son livre ne sera publié, après plusieurs demandes d'audience à l'Empereur, qu'après le vote de la loi de réforme, qui n'apportera aucun progrès notable à l'organisation de l'armée française, à la veille de la guerre de 1870.
Il avait été membre de la Société internationale des études pratiques d'économie sociale.

## Ouvrages
- L'École polytechnique et les Saint-Simoniens... (1832)
- Note sur la justification des comptes du département de la Guerre, contenant des recommandations pratiques résumées en un principe, à l'usage des membres des hiérarchies du commandement et du contrôle, des comptables et des officiers d'administration (1865)
- Recherches sur la puissance des armées. Conditions qui favorisent cette puissance en ce qui concerne la mutuelle confiance des éléments militaires, leur instruction, leur nombre et leur hiérarchie (1868)
- L'Armée d'après les lois militaires de 1818 à 1868, changements à introduire dans son organisation, protection qui lui est nécessaire à l'intérieur de l'Empire (1868)
- Défense de la France en 1871 (1871)
- Statistique des volumes des équivalents chimiques et d'autres données relatives à leurs propriétés physiques: suivie d'un mémoire sur quelques questions moléculaires... (1873, 2012)
- Lettres d'un intendant militaire à M. le Ministre de la guerre sur l'administration de l'armée (1876)
- Ligue entre républicains & catholiques contre les révolutionnaires (1881)
- Défense des catholiques (1882)
- Défense [-Suite de la Défense] des catholiques (1882)

## Sources
- Marie Grau, "Perpignan la saint-simonienne", 2004
- « Dossier de Légion d'honneur de l'intendant militaire West. »